# Россия на Паралимпийских играх
Россия на Паралимпийских играх впервые приняла участие отдельной командой в 1994 году на зимних Играх в Лиллехаммере и с тех пор принимает участие на всех летних и зимних Играх.
До этого Россия участвовала в составе сборной СССР, дебют был в Инсбруке в 1988 году. В этот же год СССР участвовал в летних паралимпийских играх в Сеуле. Советские параолимпийцы выиграли 21 золотую , 20 серебряных и 15 бронзовых медалей на Летних Играх и 2 бронзовые медали на Зимних Играх.
В 1992 как на летней, так и на зимней паралимпиаде участвовала Объединенная команда.
Российские спортсмены выиграли 268 олимпийских медалей на летних и 153 медали на зимних Паралимпийских играх. Таким образом, всего на Паралимпиадах была выиграна 421 медаль, из них 145 — золотых.
3 марта 2022 года после начала вторжения России в Украину Международный паралимпийский комитет отстранил сборные России и Белоруссии от участия в зимних Паралимпийских играх 2022 в Пекине.

## Медальный зачёт

### Медали на летних Паралимпийских играх
| Команда              | Год  | Золото                | Серебро               | Бронза                | Всего                 | Место (по сумме медалей) | Место (золотые медали) | Место (серебряные медали) | Место (бронзовые медали) | Доля от общего числа золотых медалей | Доля от общего числа всех медалей |
| СССР                 | 1960 | Не участвовала        | Не участвовала        | Не участвовала        | Не участвовала        | Не участвовала           | Не участвовала         | Не участвовала            | Не участвовала           | Не участвовала                       | Не участвовала                    |
| СССР                 | 1964 | Не участвовала        | Не участвовала        | Не участвовала        | Не участвовала        | Не участвовала           | Не участвовала         | Не участвовала            | Не участвовала           | Не участвовала                       | Не участвовала                    |
| СССР                 | 1968 | Не участвовала        | Не участвовала        | Не участвовала        | Не участвовала        | Не участвовала           | Не участвовала         | Не участвовала            | Не участвовала           | Не участвовала                       | Не участвовала                    |
| СССР                 | 1972 | Не участвовала        | Не участвовала        | Не участвовала        | Не участвовала        | Не участвовала           | Не участвовала         | Не участвовала            | Не участвовала           | Не участвовала                       | Не участвовала                    |
| СССР                 | 1976 | Не участвовала        | Не участвовала        | Не участвовала        | Не участвовала        | Не участвовала           | Не участвовала         | Не участвовала            | Не участвовала           | Не участвовала                       | Не участвовала                    |
| СССР                 | 1980 | Не участвовала        | Не участвовала        | Не участвовала        | Не участвовала        | Не участвовала           | Не участвовала         | Не участвовала            | Не участвовала           | Не участвовала                       | Не участвовала                    |
| СССР                 | 1984 | Не участвовала        | Не участвовала        | Не участвовала        | Не участвовала        | Не участвовала           | Не участвовала         | Не участвовала            | Не участвовала           | Не участвовала                       | Не участвовала                    |
| СССР                 | 1988 | 21                    | 20                    | 15                    | 56                    | 12                       | 12                     | 12                        | 17                       | 21 / 733 = 2,9 %                     | 56 / 2208 = 2,5 %                 |
| Объединённая команда | 1992 | 16                    | 14                    | 15                    | 45                    | 9                        | 8                      | 12                        | 10                       | 16 / 490 = 3,3 %                     | 45 / 1503 = 3,0 %                 |
| Российская Федерация | 1996 | 9                     | 7                     | 11                    | 27                    | 18                       | 16                     | 18                        | 14                       | 9 / 517 = 1,7 %                      | 27 / 1574 = 1,7 %                 |
| Российская Федерация | 2000 | 12                    | 11                    | 12                    | 35                    | 14                       | 14                     | 16                        | 14                       | 12 / 550 = 2,2 %                     | 35 / 1657 = 2,2 %                 |
| Российская Федерация | 2004 | 16                    | 8                     | 17                    | 41                    | 12                       | 11                     | 21                        | 12                       | 16 / 519 = 3,1 %                     | 41 / 1568 = 2,6 %                 |
| Российская Федерация | 2008 | 18                    | 23                    | 22                    | 63                    | 6                        | 8                      | 6                         | 6                        | 18 / 473 = 3,8 %                     | 63 / 1431 = 4,4 %                 |
| Российская Федерация | 2012 | 36                    | 38                    | 28                    | 102                   | 3                        | 2                      | 3                         | 5                        | 36 / 503 = 7,2 %                     | 102 / 1522 = 6,7 %                |
| Российская Федерация | 2016 | Отстранена от участия | Отстранена от участия | Отстранена от участия | Отстранена от участия | Отстранена от участия    | Отстранена от участия  | Отстранена от участия     | Отстранена от участия    | Отстранена от участия                | Отстранена от участия             |
| ПКР                  | 2020 | 36                    | 33                    | 49                    | 118                   | 3                        | 4                      | 5                         | 2                        | 36 / 539 = 6,67%                     | 118 / 1668 = 7,07%                |
| Итого:               |      | 164                   | 154                   | 169                   | 487                   | 13                       | 14                     | 16                        | 14                       | 164 / 6970 = 2,3 %                   | 487/20554 = 2,36%                 |

### Медали на зимних Паралимпийских играх

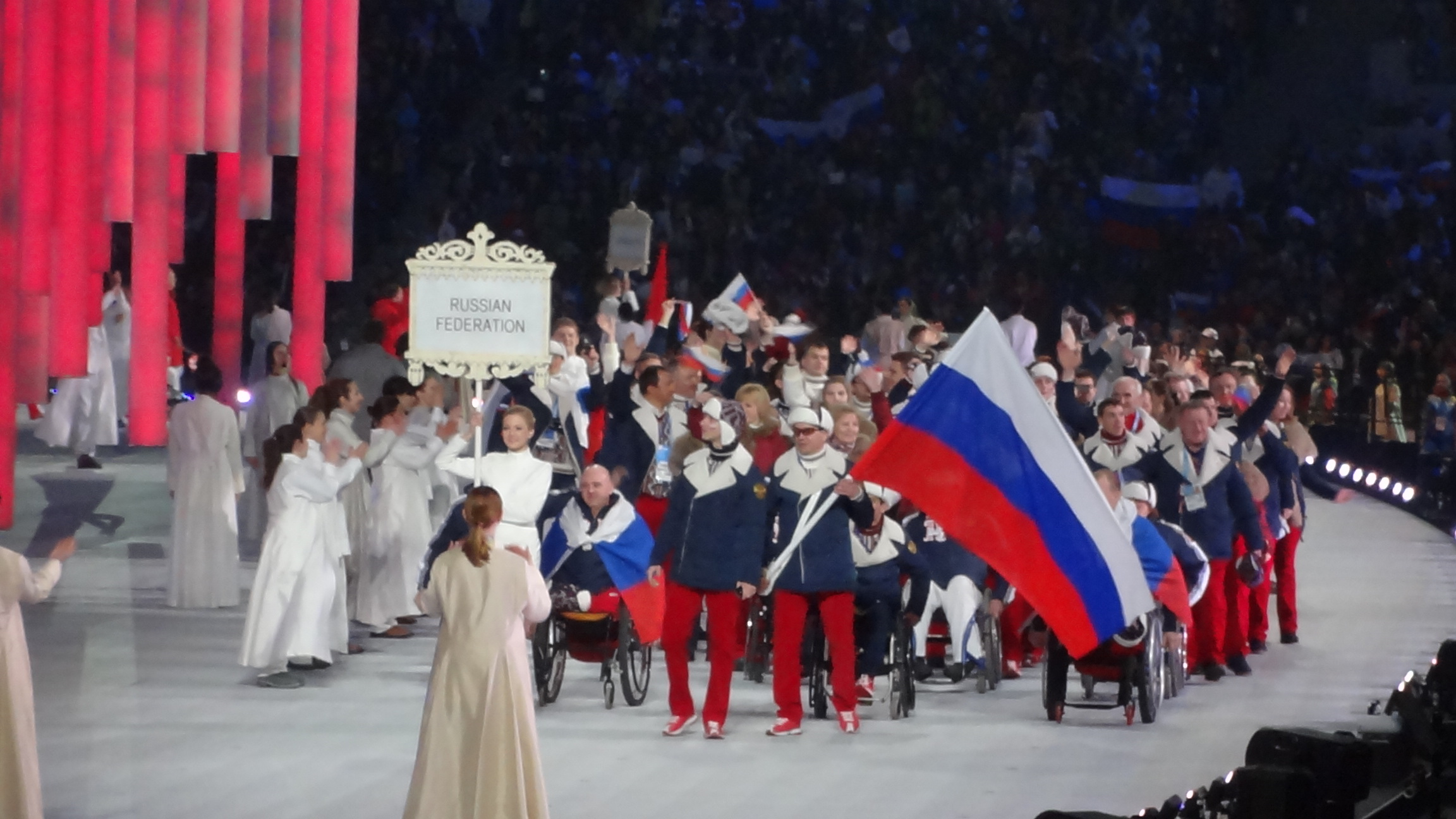
Российская сборная на открытии Паралимпийских игр в Сочи.

| Команда              | Год  | Золото                                                                        | Серебро                                                                       | Бронза                                                                        | Всего                                                                         | Место (по сумме медалей)                                                      | Место (золотые медали)                                                        | Место (серебряные медали)                                                     | Место (бронзовые медали)                                                      | Доля от общего числа золотых медалей                                          | Доля от общего числа всех медалей                                             |
| СССР                 | 1976 | Не участвовала                                                                | Не участвовала                                                                | Не участвовала                                                                | Не участвовала                                                                | Не участвовала                                                                | Не участвовала                                                                | Не участвовала                                                                | Не участвовала                                                                | Не участвовала                                                                | Не участвовала                                                                |
| СССР                 | 1980 | Не участвовала                                                                | Не участвовала                                                                | Не участвовала                                                                | Не участвовала                                                                | Не участвовала                                                                | Не участвовала                                                                | Не участвовала                                                                | Не участвовала                                                                | Не участвовала                                                                | Не участвовала                                                                |
| СССР                 | 1984 | Не участвовала                                                                | Не участвовала                                                                | Не участвовала                                                                | Не участвовала                                                                | Не участвовала                                                                | Не участвовала                                                                | Не участвовала                                                                | Не участвовала                                                                | Не участвовала                                                                | Не участвовала                                                                |
| СССР                 | 1988 | 0                                                                             | 0                                                                             | 2                                                                             | 2                                                                             | 13                                                                            | 13                                                                            | 13                                                                            | 12                                                                            | 0 / 96 = 0 %                                                                  | 2 / 279 = 0,7 %                                                               |
| Объединённая команда | 1992 | 10                                                                            | 8                                                                             | 3                                                                             | 21                                                                            | 3                                                                             | 3                                                                             | 3                                                                             | 10                                                                            | 10 / 79 = 12,7 %                                                              | 21 / 235 = 8,9 %                                                              |
| Российская Федерация | 1994 | 10                                                                            | 12                                                                            | 8                                                                             | 30                                                                            | 6                                                                             | 5                                                                             | 4                                                                             | 6                                                                             | 10 / 133 = 7,5 %                                                              | 30 / 399 = 7,5 %                                                              |
| Российская Федерация | 1998 | 12                                                                            | 10                                                                            | 9                                                                             | 31                                                                            | 6                                                                             | 4                                                                             | 4                                                                             | 6                                                                             | 12 / 122 = 9,8 %                                                              | 31 / 367 = 8,4 %                                                              |
| Российская Федерация | 2002 | 7                                                                             | 9                                                                             | 5                                                                             | 21                                                                            | 4                                                                             | 5                                                                             | 4                                                                             | 8                                                                             | 7 / 92 = 7,6 %                                                                | 21 / 276 = 7,6 %                                                              |
| Российская Федерация | 2006 | 13                                                                            | 13                                                                            | 7                                                                             | 33                                                                            | 1                                                                             | 1                                                                             | 1                                                                             | 2                                                                             | 13 / 58 = 22,4 %                                                              | 33 / 174 = 19,0 %                                                             |
| Российская Федерация | 2010 | 12                                                                            | 16                                                                            | 10                                                                            | 38                                                                            | 1                                                                             | 2                                                                             | 1                                                                             | 1                                                                             | 12 / 64 = 18,8 %                                                              | 38 / 192 = 19,8 %                                                             |
| Российская Федерация | 2014 | 30                                                                            | 28                                                                            | 22                                                                            | 80                                                                            | 1                                                                             | 1                                                                             | 1                                                                             | 1                                                                             | 30 / 72 = 41,7 %                                                              | 80 / 216 = 37,0 %                                                             |
| НПС                  | 2018 | Российские спортсмены выступали в качестве нейтральных паралимпийских атлетов | Российские спортсмены выступали в качестве нейтральных паралимпийских атлетов | Российские спортсмены выступали в качестве нейтральных паралимпийских атлетов | Российские спортсмены выступали в качестве нейтральных паралимпийских атлетов | Российские спортсмены выступали в качестве нейтральных паралимпийских атлетов | Российские спортсмены выступали в качестве нейтральных паралимпийских атлетов | Российские спортсмены выступали в качестве нейтральных паралимпийских атлетов | Российские спортсмены выступали в качестве нейтральных паралимпийских атлетов | Российские спортсмены выступали в качестве нейтральных паралимпийских атлетов | Российские спортсмены выступали в качестве нейтральных паралимпийских атлетов |
| ПКР                  | 2022 | Отстранена от участия                                                         | Отстранена от участия                                                         | Отстранена от участия                                                         | Отстранена от участия                                                         | Отстранена от участия                                                         | Отстранена от участия                                                         | Отстранена от участия                                                         | Отстранена от участия                                                         | Отстранена от участия                                                         | Отстранена от участия                                                         |
| Итого:               |      | 94                                                                            | 96                                                                            | 66                                                                            | 256                                                                           | 5                                                                             | 5                                                                             | 5                                                                             | 5                                                                             | 94 / 939 = 10,0 %                                                             | 256 / 2762 = 9,3 %                                                            |